# Andreas Haider-Maurer
Andreas Haider-Maurer   (Zwettl-Niederösterreich, 22 de març de 1987) és un extennista professional austríac. La seva carrera es va desenvolupar bàsicament en el circuit Challenger, tot i que va aconseguir disputar una final individual al circuit ATP.
A finals de 2015 va patir una greu lesió al taló dret, per la qual va estar tota la temporada 2016 en recuperació. Finalment es va retirar el gener de 2019 després de tres anys amb problemes físics derivats de la lesió al taló.

## Palmarès

### Individual: 1 (0−1)
| Llegenda                          |
| --------------------------------- |
| Grand Slams (0−0)                 |
| ATP Finals (0−0)                  |
| ATP World Tour Masters 1000 (0−0) |
| ATP World Tour 500 (0−0)          |
| ATP World Tour 250 (0−1)          |

| Títols per superfície |
| --------------------- |
| Dura (0−1)            |
| Gespa (0−0)           |
| Terra batuda (0−0)    |

| Resultat  | Núm. | Data                 | Torneig        | Superfície | Oponent en la final | Marcador             |
| --------- | ---- | -------------------- | -------------- | ---------- | ------------------- | -------------------- |
| Finalista | 1.   | 31 d'octubre de 2010 | Viena, Àustria | Dura (i)   | Jürgen Melzer       | 7−6(10), 6−7(4), 4−6 |

## Trajectòria

### Individual
| Torneig | 2008 | 2009 | 2010 | 2011 | 2012 | 2013 | 2014 | 2015  | 2016 | 2017 | 2018 | Títols  | V − D   |
| --- | ---- | ---- | ---- | ---- | ---- | ---- | ---- | ----- | ---- | ---- | ---- | ------- | ------- |
| Open d'Austràlia | A    | A    | Q1   | Q2   | A    | Q2   | A    | 2R    | A    | A    | 1R   | 0 / 2   | 1 – 2   |
| Roland Garros | Q1   | A    | Q1   | 2R   | 1R   | 1R   | 2R   | 1R    | A    | A    | 1R   | 0 / 6   | 2 – 6   |
| Wimbledon | A    | Q2   | Q2   | 2R   | Q2   | 1R   | 2R   | 1R    | A    | 1R   | A    | 0 / 5   | 2 – 5   |
| US Open | A    | A    | 1R   | 1R   | Q1   | 2R   | 1R   | 2R    | A    | 1R   | A    | 0 / 6   | 2 – 6   |
| Total Victòries–Derrotes                                                                                                  | 0–0  | 0–1  | 5–4  | 8–14 | 1–5  | 3–7  | 5–8  | 22–26 | 0–0  | 0–3  | 0–9  | 45 – 79 | 45 – 79 |
| Rànquing a final d'any | 290  | 196  | 119  | 128  | 112  | 112  | 82   | 63    | –    | 452  | 391  |         |         |
| Llegenda: G: Guanyador; F: Finalista; SF: Semifinalista; QF: Quarts de final; Q: Qualificació; A: Absent; RR: Round Robin |      |      |      |      |      |      |      |       |      |      |      |         |         |